# 古川光和
古川 光和（ふるかわ みつかず、1924年〈大正13年〉2月25日 - 2021年〈令和3年〉11月29日）は、日本の政治家。自由民主党所属。大阪府議会議員、大阪府議会議長（97代）を歴任。旭日中綬章受章。位階は従五位。

## 来歴
1955年（昭和30年）から30年間、衆議院議員秘書を務めた。1979年（昭和54年）の大阪府議会議員選挙に南河内郡選挙区から自民党公認で立候補して初当選を果たした。1983年（昭和58年）の府議選で再選を果たした。1991年（平成3年）の県議選は無投票で4選を果たした。1995年（平成7年）も無投票で当選した。1999年（平成11年）の県議選は選挙戦となったが共産党の新人を破って当選した。2001年（平成13年）5月30日から2002年（平成14年）5月30日まで第97代大阪府議会議長を務めた。2003年（平成15年）の県議選でも当選した。引退後は、大阪府森林組合理事長を務めた。

## 栄典
- 2011年（平成23年）4月 - 旭日中綬章[3][13][14]
- 歿後 - 従五位[2]